# Naționalism grec în Albania
Naționalismul grec în Albania se referă la ideologia naționalistă greacă prezentă în Republica Albania. Este o formă de naționalism etnic prezentă preponderent în rândul grecilor din Albania. 
Naționaliștii greci din Albania sunt legați de ideea iredentismului grec, care urmărește obținerea Greciei Mari. Acest fapt a fost vizibil la începutul Primului Război Mondial, prin creerea Republicii Autonome a Epirului de Nord. De asemenea, în Perioada Interbelică naționaliștii greci i-au văzut pe albanezii ortodocși ca pe o minoritate ce ar fi putut fi asimilată.